# Voiture de banlieue à deux niveaux
Une voiture de banlieue à deux niveaux ou VB 2N est un élément d'une rame ferroviaire remorquée, réversible et à deux niveaux. Composées de quatre, six, sept ou huit voitures, ces rames sont utilisées sur le réseau Transilien, nom du réseau de trains de banlieue de la SNCF dans la région Île-de-France. Elles sont également déployées sur le réseau TER Grand Est durant l'été 2022 à la suite d'un prêt de la région Île-de-France, pour compenser un déficit de matériel disponible.
Entrées en service en 1975, il en a été produit 589 exemplaires par la Compagnie industrielle de matériel de transport (CIMT) pour la caisse et par Ateliers de construction du Nord de la France (ANF) pour les bogies.
En 1980-1981 la SNCF met en service une version fort semblable mais plus confortable, les Voitures omnibus à deux niveaux (VO 2N) qui possèdent les mêmes caisses et ont reçu la même livrée d'origine gris et orange que les VB 2N. Les remorques "courtes" utilisées par les automotrices Z2 N (Z 5600, Z 8800 et certaines Z 20500) sont également dérivées des VB 2N.
A l'étranger, les voitures italiennes Casaralta Tipo 1979 FS (Ferrovie dello Stato) et par les FNM (Ferrovie Nord Milano) sont également des dérivées des VB 2N. Les M5 SNCB roulant en Belgique sont également inspirées des voitures à deux niveaux SNCF avec une carrosserie différente.

## Histoire
Au cours des années 1950, 1960 et 1970, d'importantes livraisons de rames en inox, réversibles ou automotrices, ont eu lieu en Île-de-France pour les trains de banlieue, afin d'accompagner l'électrification des réseaux et le remplacement des anciennes voitures héritées des compagnies d'avant-guerre, avant la création de la SNCF en 1938. Ces séries de rames à un seul niveau ne permettent pas d'éradiquer définitivement les voitures des anciens réseaux, au confort et aux normes dépassés, encore présentes en nombre, et ne permettent pas non plus de répondre à l'augmentation du nombre de voyageurs en banlieue, dû au développement des pavillons de banlieue et des grands ensembles. La présence sur le réseau de Paris Saint-Lazare de voitures à étage État, héritées de l'Administration des chemins de fer de l'État, était insuffisante et revêtait un caractère obsolète. Pour cette raison, la SNCF se penche sur la conception de voitures à deux niveaux, destinées au trafic de banlieue afin de répondre à l'augmentation du nombre d'usagers. En 1972, une première maquette de rame est présentée par la SNCF, avec une carrosserie un peu similaire aux voitures à étage État, précitées. Ces rames réversibles, surnommées « Voitures de banlieue à deux niveaux » (VB 2N), sont commandées pour être progressivement mises en service entre 1975 et 1984, sur quasiment tous les réseaux de banlieue au départ de Paris, à l'exception de la gare d'Austerlitz.
Dotées à l'origine de banquettes en moleskine, elles présentaient une livrée grise et orange, dite Béton, identique aux VO 2N et VR 2N. D’abord tractées par des locomotives de la famille des Danseuses (BB 17000 ou BB 16500 pour les réseaux électrifiés en 25 kV 50 Hz et BB 8500 ou BB 25500 sur les réseaux électrifiés en 1,5kV continu), elles sont actuellement tractées ou poussées (réversibilité) par des BB 27300 de Paris-Saint-Lazare à Mantes-la-Jolie (via Poissy), ainsi que depuis la gare de Paris-Montparnasse. En banlieue Est de Paris, elles assuraient également des dessertes omnibus de Paris-Est à Tournan et de Paris-Est à Meaux avant la création et le prolongement du RER E.
Les VB 2N circulent en réversibilité avec des BB 27300 de Paris-Montparnasse à Rambouillet ou de Paris-Montparnasse à Mantes-la-Jolie et Dreux via Plaisir - Grignon (la tension passe en 25 kV 50 Hz après Plaisir - Grignon).
De 2002 à 2006, les VB 2N ont fait l’objet d'une rénovation lourde avec la nouvelle livrée comprenant des larges « berlingots » (identité visuelle de Transilien), la suppression de certaines baies ouvrantes et les nouveaux intérieurs qui laissent tomber les bancs orange (dépassés au niveau confort) au profit des sièges individuels type RIB/Z 2N rénovées,.

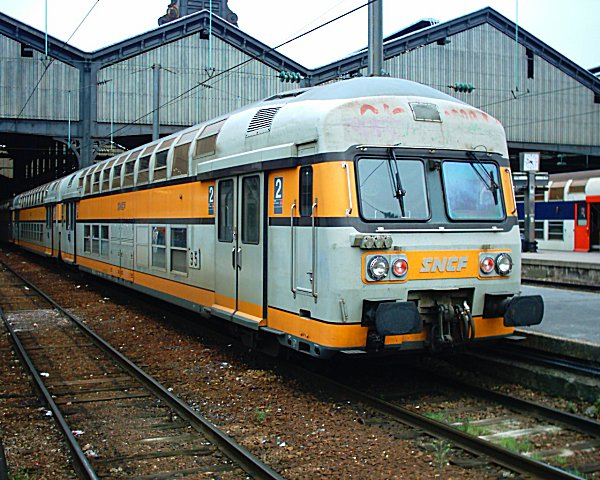
Rame en livrée d'origine.

Depuis fin 2006, les rames rénovées en livrée Transilien de Paris-Montparnasse et Paris-Saint-Lazare sont toutes utilisées avec les nouvelles BB 27300.
Jusqu'à la fin de 2012, elles étaient en service sur la ligne H du Transilien, sur les axes Paris-Nord – Pontoise, Paris-Nord – Persan - Beaumont via Ermont - Eaubonne et Valmondois, Paris-Nord – Luzarches, Paris-Nord – Persan - Beaumont via Montsoult - Maffliers et sur Pontoise – Creil. Depuis 2012, les rames Z 50000 ont libéré les VB 2N sur la ligne H du Transilien.
Jusqu'au début de 2013, elles étaient affectées également sur la ligne K du Transilien, assurant les semi-directs de Paris-Nord à Crépy-en-Valois où leur aptitude à rouler à 140 km/h permettait de surclasser les automotrices du type Z 6100. Elles y circulaient avec des BB 17000 puisque le réseau Nord est lui aussi électrifié en 25 kV 50 Hz.
Leur numérotation commençait à N01. Jusqu'en 2013, les VB 2N des lignes H et K ont été petit à petit transférées sur la ligne N (Paris-Montparnasse – Rambouillet) afin d'y remplacer les Z 5300. Là-bas, elles y sont tractées par des BB 7600, c'est-à-dire des BB 7200 provenant de l'activité Fret, modifiées pour être aptes à la réversibilité et dotées de l'équipement à agent seul (EAS) ainsi que d'une ligne de chauffage 1500 V pour alimenter électriquement les voitures (VB 2N).

## Description

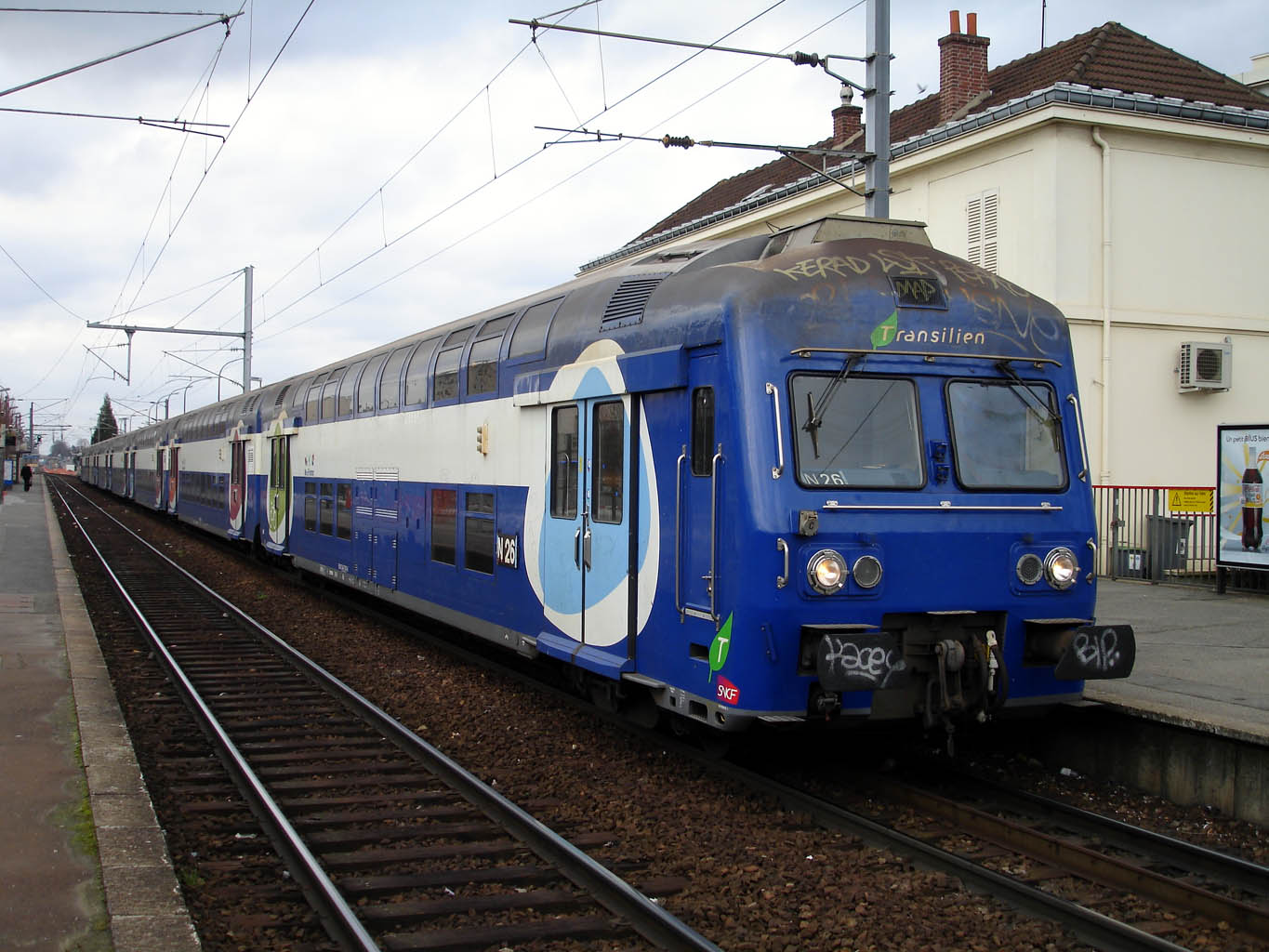
Une rame en gare de Franconville - Le Plessis-Bouchard, en nouvelle livrée bleu nuit Transilien, sur la ligne H.

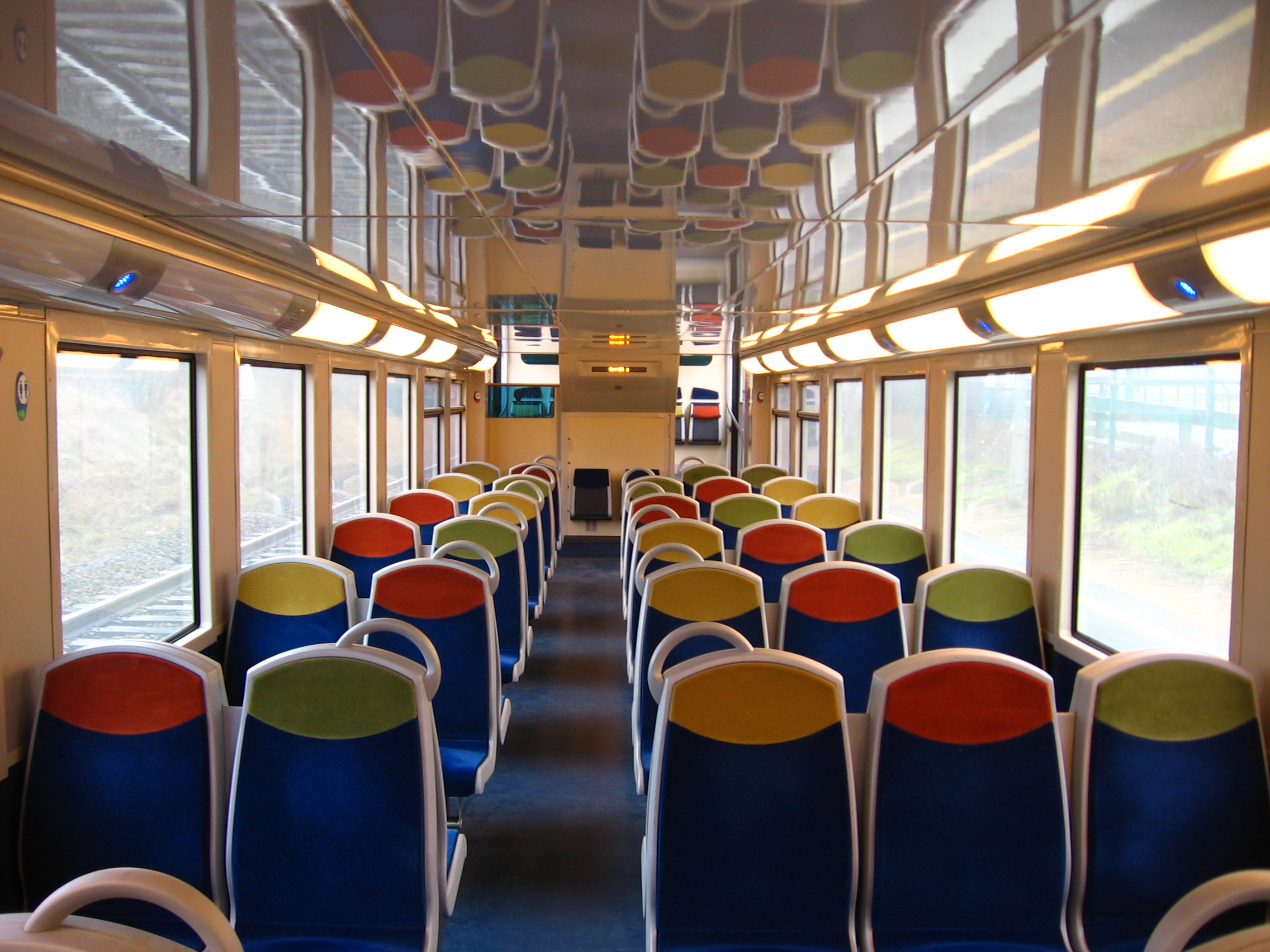
Étage inférieur d'une VB 2N rénovée.

Chaque voiture mesure 24,28 m entre tampons (24,78 m avec la cabine de conduite) pour un poids à vide de 48 t et possède 250 places (1 500 places en version d'origine et 1 000 places en version TER Grand Est). À partir de 1995, elles ont été progressivement équipées de l'équipement à agent seul (EAS), en même temps que les locomotives qui les tractent. Très robustes et lourdes, les VB 2N s'avèrent vite mal adaptées au trafic de banlieue comportant de nombreux arrêts peu espacés, en raison de la faible puissance des locomotives qui les tractent. Les BB 27300, beaucoup plus puissantes, ont récemment permis de remédier en partie au problème.
Un autre problème s'est révélé au fur et à mesure du vieillissement de ce matériel : le bruit important provoqué par le roulement, aussi bien à l'intérieur (surtout au-dessus des bogies) qu'à l'extérieur, très gênant pour les proches riverains des voies ferrées. Dans une gare, au passage d'une rame, il dépasse 90 décibels en circulant à une vitesse moyenne de 70 à 80 km/h, ce qui nuit gravement au confort malgré une rénovation lourde, le poids sur les bogies étant très important sur ce type de matériel à deux niveaux, supportant 24 tonnes à vide sur chaque bogie Y 30 avec une suspension classique.
La suppression des automotrices inox Z 5300 de la ligne C du RER en 2003 a nécessité la conception de Z 5600 à six caisses, au lieu de quatre à l'origine, dénommées « Evolys ». En conséquence, des voitures VB 2N ont été récupérées pour être transformées en voitures ZR 2N, alors intégrées aux Z 5600 du RER C. D'autres voitures VB 2N ont été intégrées aux Z 20500 à caisses courtes afin de faire passer ces dernières de 4 à 5 caisses pour les affecter à la ligne D du RER.
Sorties d'usine avec une livrée gris ciment et des bandeaux et bas de caisse jaunes (1975), les VB 2N ont connu trois livrées successives : une seconde bleue-blanc-rouge dite « Île-de-France » (1995), à l'image des matériels RER, puis une troisième, dite « Transilien », à partir de 2003, présentant une couleur unie bleue avec un bandeau blanc, et un encadrement des portes avec de vives couleurs. Cette nouvelle livrée, du fait de la présence des éléments colorés aux portes, est parfois surnommée  « Smarties » ou « Berlingot ». L'application de la livrée Transilien s'est accompagnée d'un réaménagement complet des voitures avec installation d'une ventilation réfrigérée, effectué sous le pilotage du Technicentre de Rennes.
Des voitures omnibus à deux niveaux, extérieurement similaires aux VB 2N et déclinées sous l'appellation VR 2N, à portes jaunes et à aménagement intérieur spécifique, circulent en région Hauts-de-France.

## Répartition détaillée

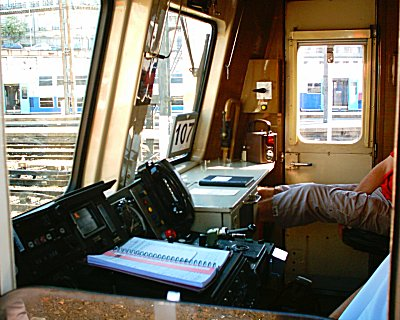
Intérieur d'une cabine de
conduite de voiture-pilote
d'une VB 2N.

Les VB 2N ont circulé, au départ de toutes les gares de Paris, à l'exception de Paris-Austerlitz et Paris-Gare-de-Lyon.

### Ligne J du Transilien
Depuis ou vers Saint-Lazare, elles circulent uniquement sur le groupe V (Saint-Lazare à Mantes via Poissy), avec des BB 27300 depuis fin 2007 en remplacement des BB 17000. Depuis leur remplacement, ces rames sont passées de 7 à 6 voitures du fait de la longueur des BB 27300 pour la mise à quai.
Leur numérotation commence à 201. Elles arborent toutes la livrée Transilien. Leur rénovation s'est déroulée à Rennes où se situe l'atelier directeur. 
Les VB 2N bénéficient d'un système d'informations visuelles et sonores depuis leur rénovation. Le dispositif est en service sur toutes les rames.

## Fin de vie
Plus de dix ans après la rénovation des ultimes rames, deux nouveaux matériels roulants prennent la relève de ces rames à partir de 2019. Sur le réseau Transilien Paris Saint-Lazare, les rames Z 50000, après avoir remplacé les rames inox de banlieue (RIB) ainsi que les Z 6400, doivent ensuite se substituer aux VB 2N en reprenant dès le premier semestre 2019, certains des trajets jusqu'alors effectués avec des VB 2N attelées à des BB 27300 et des BB 17000.
À l'origine, il était prévu de remplacer les dernières VB 2N par les nouvelles rames RER NG en 2024 lors du prolongement par étapes de la ligne E du RER à l'ouest jusqu'à Mantes-la-Jolie. À la suite du retard de livraison du RER NG (deux ans), les Z 50000 remplaceront finalement les dernières VB 2N à partir du second semestre de 2022 jusqu'à la finalisation du prolongement précité de la ligne E et l'arrivée du RER NG.
Sur le réseau de Paris-Montparnasse, les VB 2N sont remplacées à partir de  2021 par les nouvelles rames Regio 2N (Z 57000) qui ont déjà équipé la ligne R du Transilien et les tronçons sud de la ligne D du RER.
Le soir du 20 octobre 2022 a eu lieu le retrait définitif des VB 2N sur la ligne N du Transilien

## Variante en Italie
En Italie, une variante des rames VB 2N, Casaralta Tipo 1979, a vu le jour. Elles ont été conçues par la société italienne Casaralta S.p.A. pour le trafic suburbain et régional à forte affluence, principalement dans le Nord de l'Italie, dans la région de Rome mais aussi dans le Sud, sur la ligne de Bari à Taranto. Exploitées par Trenitalia, ces rames, mises en service en 1981, sont radiées en mai 2020. En mars 2024, quelques dizaines de voitures sont encore utilisées par TreNord pour certains itinéraires en Lombardie et dans la région de Milan.

## Modélisme et simulation ferroviaire
Les VB 2N sont modélisées sous toutes leurs livrées dans Microsoft Train Simulator et également sous leur première livrée orange en bêta dans Trainz, ou la version payante sur le site web « La France en Trains », qui propose toutes les livrées. Elles ont également été reproduites sous Train Simulator 20xx en livrées Île-de-France et Transilien et en compagnie d'une voiture régionale à deux niveaux (VR 2N) Nord-Pas-de-Calais (NPDC).
Elles ont été commercialisées par Jouef de 1976 à 1988 à l'échelle H0, par Lima puis par la marque italienne Vitrains. Cette dernière les a ressorties en coffret en 2015 dans différentes livrées.